# Simetrodonts

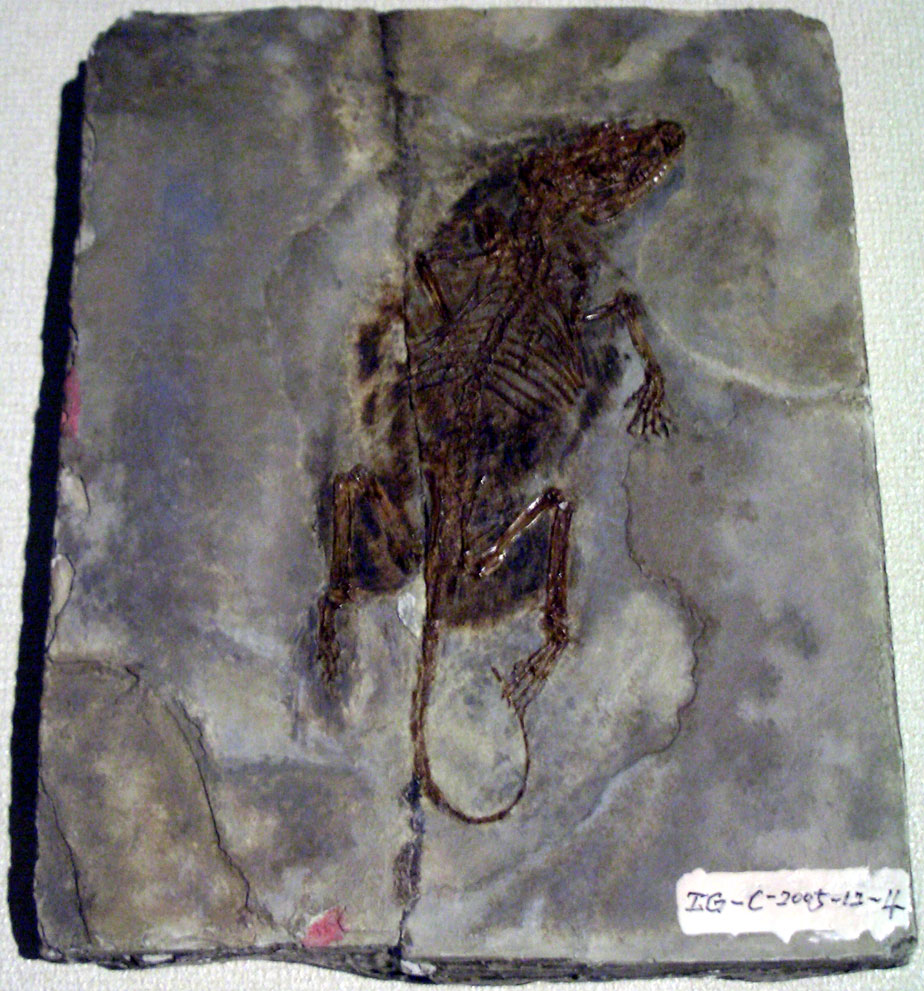
Zhangheoteri

Els simetrodonts (Symmetrodonta, del grec symmetros, 'simètric', i odont-, declinació d'odous, 'dent') són un grup primitiu de mamífers del Mesozoic, caracteritzats per l'aspecte triangular de les dents molars en la vista d'oclusió (de cim) i l'absència d'un talònid ben desenvolupat. Els simetrodonts tradicionals sorgiren en el final del Triàsic en Cretaci i els seus fòssils poden ser trobats a Nord-amèrica, Sud-amèrica, Europa, Àfrica i Àsia. Malgrat la seva extensa distribució els registres fòssils són escassos. Anteriorment eren inclosos en la subclasse Prototheria.

## Grups inclosos
Els simetrodonts són considerats un grup parafilètic. La llista següent mostra els tàxons que incloïa abans que se'n demostrés el parafiletisme.
- Ordre SYMMETRODONTA
  - Gènere Gobiotheriodon
  - Gènere Manchurodon
  - Gènere Trishulotherium
  - Família Kuehneotheriidae Kermack, Kermack i Mussett, 1968
    - Gènere Kuehneotherium Kermack, Kermack i Mussett, 1968
    - Gènere Delsatia Sigogneau-Russell i Godefroit, 1997
    - Gènere Kotatherium Datta, 1981

  - Família Tinodontidae
    - Gènere Tinodon
    - Gènere Yermakia

  - Superfamilia Spalacotherioidea Prothero, 1981 - veritables Simetrodontes
    - Família Zhangheotheriidae Rougier, Ji i Novacek, 2003
      - Gènere Zhangheotherium Hu, Wang, Luo i Li, 1997
      - Gènere Maotherium Rougier, Ji i Novacek, 2003

    - Família Spalacotheriidae Marsh, 1887
      - Gènere Spalacotherium Owen, 1854
      - Gènere Shalbaatar Nessov, 1997 (discutit)
      - Subfamília Spalacolestinae Cifelli i Madsen, 1999
        - Gènere Symmetrolestes Tsubamoto i Rougier, 2004
        - Gènere Akidolestes Li i Luo, 2006
        - Gènere Henshanlestes Hu, Fox, Wang i Li, 2005
        - Gènere Spalacotheroides Patterson, 1955
        - Gènere Spalacolestes Cifelli i Madsen, 1999
        - Gènere Spalacotheridium Cifelli, 1990
        - Gènere Symmetrodontoides Fox, 1976